# الأطلس الصغير
الأطلس الصغير، هي سلسلة جبلية في المغرب وجزء من جبال الأطلس في شمال غرب إفريقيا. يمتد الأطلس الصغير من المحيط الأطلسي في الجنوب الغربي باتجاه الشمال الشرقي إلى مرتفعات ورزازات وإلى الشرق إلى مدينة تافيلالت بمسافة إجمالية تبلغ حوالي 500 كيلومتر. تحد الصحراء السلسلة الجبلية من الجنوب. أعلى قمة في السلسلة هي قمة جبل سروا التي ترتفع 3304 عن سطح البحر.

## الجغرافيا
تصل قمم جبال الأطلس الصغير إلى متوسط ارتفاع يتراوح بين 2500 و2700 متر (8200-8900 قدم)، مع وجود عدد مرتفع قليل من القمم. في الشمال توجد هضبة بارتفاع 1700-1800 متر. أما في الجنوب تقع مرتفعات الصحراء على ارتفاع 700 متر تقريبًا.وتحديدا على مرتفعات ورزازات، تقطع الكتلة الصخرية من خلال وادي درعة، وتفتح باتجاه الجنوب. يعتبر النطاق متشقق بشدة، لا سيما في اتجاه الجنوب. كما اعتبرت منطقة الأطلس الصغير كمنطقة تقليدية أمازيغية تسكنها مجموعة الشلوح إنها قليلة السكان ولا توجد بها مدن كبيرة. حيث ان المدينة الرئيسية هي تفراوت، والتي وُصفت بأنها «قلب المغرب الأمازيغي». تندرج شهرة تلك المنطقة بوجود رسومات كهفية في مناطق معينة من النطاق.

### الامتداد
الامتداد الشرقي للأطلس الصغير هو سلسلة جبال صاغرو. جبل صروة هو امتداده الشمالي، ويتصل بجزء من سلسلة جبال الأطلس الكبير. ويصل ارتفاع قمة جبل سيروا البركاني إلى 3304 م. أما جبل بني فهو نطاق أقل بكثير يمتد على طول الجانب الجنوبي من الأطلس الصغير.

### الأصول
تشكلت صخرة الأساس لإفريقيا (الصفيحة الأفريقية) في عصر ما قبل الكمبري (منذ حوالي 450 إلى 550 مليون سنة)، وهي أقدم بكثير من جبال الأطلس. وقد تطورت مجموعة الأطلس الصغير في وقت لاحق وشكلت سلسلة جبال الأطلس الصغير في حقب الحياة القديمة (حوالي 300 مليون سنة)، نتيجة الاصطدامات القارية.ومن المتعارف ارتباط أمريكا الشمالية وأوروبا وأفريقيا كجزء من قارتين سابقتين، أمريكا الأوروبية وجندوانا، اللتان تتعارضان مع بعضهما البعض لإنشاء جبال بانجيان الوسطى السابقة. كما وتشير الدلائل إلى أن جبال الأطلس الصغير تشكلت في الأصل كجزء من جبال أليغينيا التي شكلت أيضًا جبال الأبلاش، والتي تشكلت عندما اصطدمت جندوانا (بما في ذلك إفريقيا) وأمريكا.ويقال انه هناك مؤشرات على أنها كانت في يوم من الأيام سلسلة من الجبال أعلى بكثير من جبال الهيمالايا اليوم.
اما في الآونة الأخيرة، وفي العصر الباليوجيني والنيوجيني (منذ 66 مليون إلى 1.8 مليون سنة تقريبًا)، ارتفعت السلاسل الجبلية المتبقية التي تشكل أطلس اليوم حيث اصطدمت كتل اليابسة في أوروبا وأفريقيا في الطرف الجنوبي من شبه الجزيرة الأيبيرية.وقد استمرت التعرية في تقليل نطاق الأطلس الصغير بحيث أصبح اليوم أقل ضخامة من نطاق الأطلس الكبير في الشمال.

### المناخ
في الأطلس الصغير، يكون معدل المتساقطات سنويًا أقل من 200 مم، في حين أن الظروف المناخية على المنحدرات الشمالية والغربية هي محليًا أكثر رطوبة ومواتية للزراعة. ومن الناحية المناخية، تنفصل الجبال عن تأثير البحر الأبيض المتوسط عن طريق الأطلس الكبير في الشمال، وبالتالي فهي تنتمي إلى منطقة المناخ الصحراوي.وقد اعتبرت منطقة جبل صاغرو المنطقة الأكثر جفافا.

### النباتات
في المناطق الأقل جفافاً في الغرب والشمال، تُغطى معظم الأراضي بالزعتر وإكليل الجبل ونباتات أخرى منخفضة الطلب على المياه، مثل الأرغان.حيث يواجه الغطاء الذي يشبه اللحاف مشكلة بيئية خطيرة بسبب الرعي الجائر، أما في الجنوب فتبقى القليل من الشجيرات الشائكة، إلى ان تختفي النباتات مع الانتقال إلى الصحراء تدريجيا باتجاه الجنوب. حيث ينمو الحامض المغربي استثنائيا هناك، ويستخدم مثل الإتروج اليهودي.

## المناظر الطبيعية
تتميز المناظر الطبيعية في جبال الأطلس الصغير بالقصبة الخلابة (القلاع الصغيرة) في العديد من الأماكن في المنطقة. في الماضي، كانت القصبة مهمة كمكان للإيواء وكمستودع تموين للأقارب. بالقرب من هذه المستوطنات، تغطي المناظر الطبيعية الحقول ذات المدرجات والجدران الاستنادية من الحجر الجاف. ومع ذلك، يتم إخلاء المنازل بشكل متزايد وترك الحقول غير مزروعة. ومع استمرار الهجرة من الأرض، فإن أنظمة الري اللازمة للزراعة آخذة في الاضمحلال.

## مشروعات
أطلقت وزارة الفلاحة والصيد البحري والتنمية القروية والمياه والغابات بحث علمي لإحداث المنتزه الطبيعي للأطلس الصغير حيث يتضمن مساحة واسعة تبلغ حوالي 111.130 هكتار، وتشمل مناطق متنوعة تقع ضمن إقليمي تارودانت وتيزنيت واشتوكة أيت باها. ويهدف ذلك المشروع إلى تأسيس منطقة محمية وتشجيع المجتمع للحفاظ على البيئة والموارد الطبيعية.

## معرض الصور

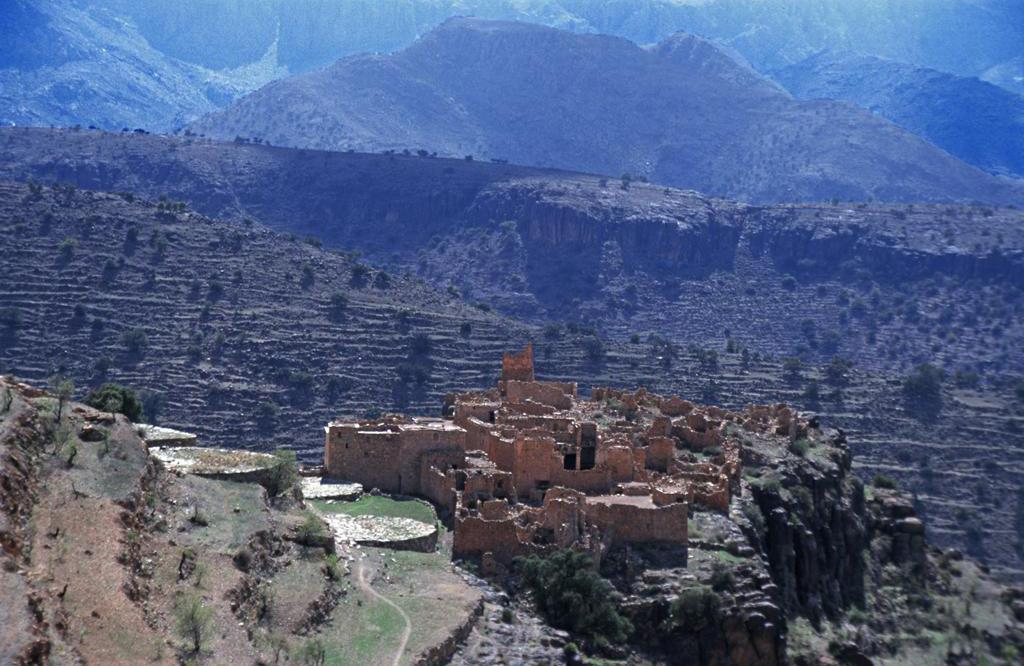
قرية مهجورة بالأطلس الصغير
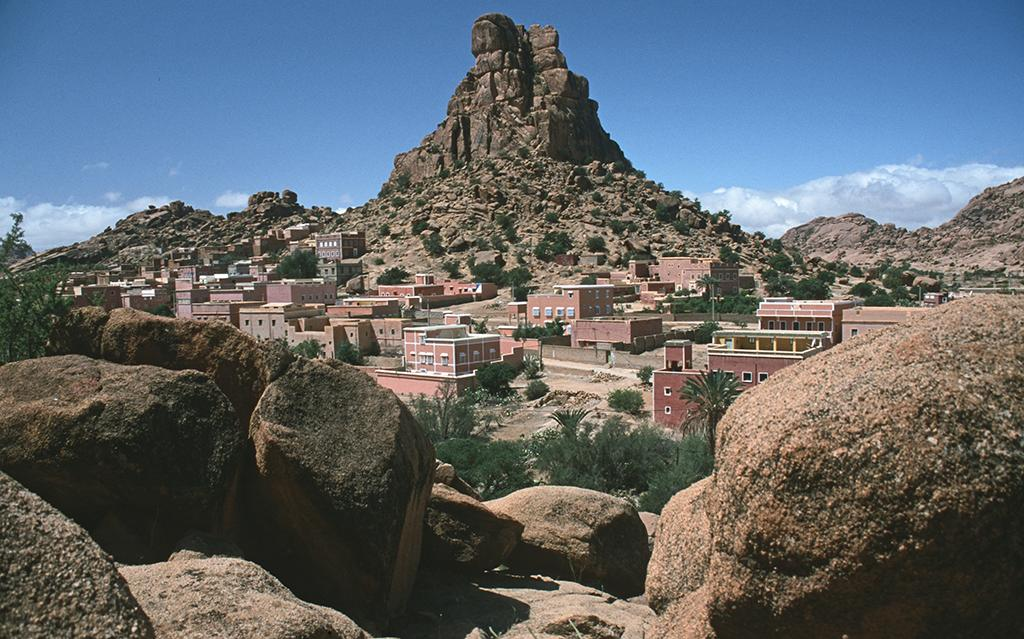
الأطلس الصغير قرب تافروت
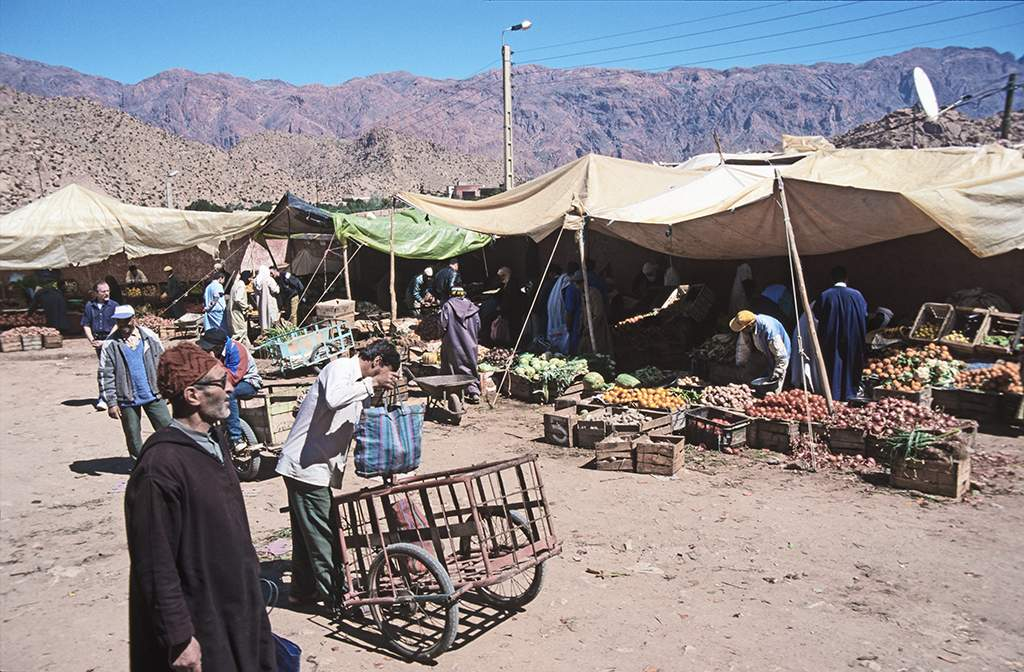
سوق تافروت
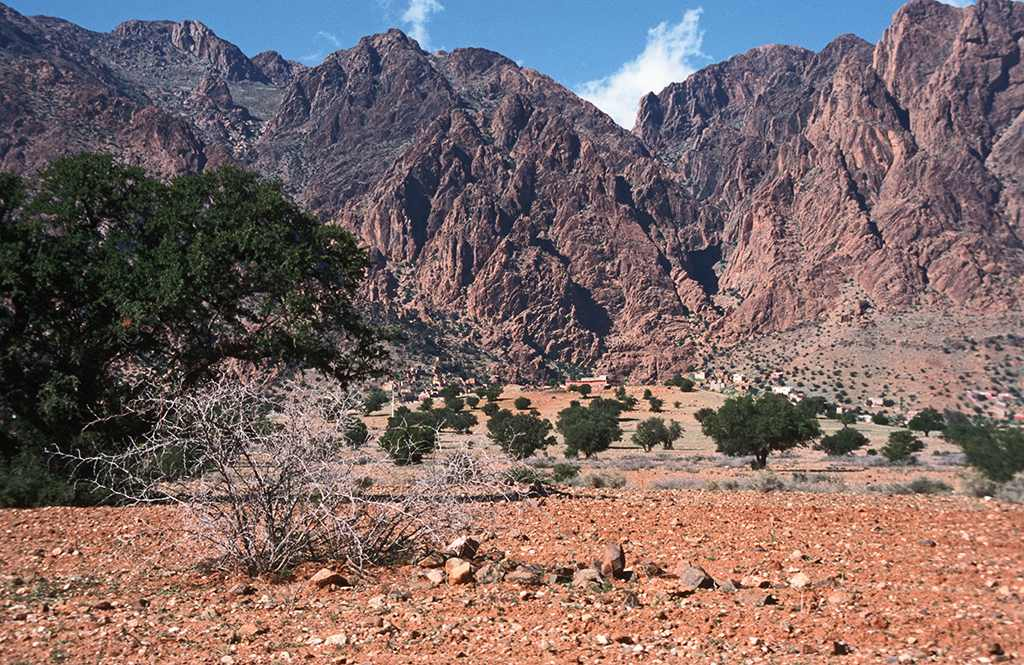
الأطلس الصغير غرب تل أملن

### استشهادات
1. ↑  M. Dubois (1909). France et colonies, classe de قالب:1re (بالفرنسية). Masson. pp. 420 p.
2. 1 2  Tafraoute: Morocco's Berber heartland نسخة محفوظة 28 أغسطس 2017 على موقع واي باك مشين.
3. ↑  Alain Rodrigue, L'art rupestre au Maroc : les sites principaux. p. 19
4. ↑  Des Montagnes du Sarho aux dunes de Merzouga
5. ↑  Sud-Maroc; Massif aux paysages lunaires
6. ↑  "الأطلس الصغير الغربي..إطلاق بحث علمي لإحداث منتزه طبيعي عملاق". Telexpresse. مؤرشف من الأصل في 2024-07-26.

### ببليوغرافيا
- جان رِزيه. «الأطلس الصغير». الموسوعة البربرية.